# 最高人民法院机关服务中心
最高人民法院机关服务中心，位于北京市东城区东交民巷27号，是中华人民共和国最高人民法院直属事业单位。

## 简介
2000年12月4日，《最高人民法院机关内设机构及新设事业单位职能》（法发〔2000〕30号）发布，其中规定新设事业单位有最高人民法院机关服务中心（对外称最高人民法院机关服务局），职能为：
1. 根据最高人民法院的机关后勤服务工作计划和需求，提供后勤服务保障，履行服务合同。
2. 管理机关交其使用的国有资产，使经营性资产保值、增值。
3. 推动所属服务经营单位深化改革、转换机制、提高经济效益。
4. 面向社会提供有偿服务，逐步增强自给能力，减少国家财政支出。
5. 承担其他服务事项[1]。

最高人民法院机关服务中心为最高人民法院机关办公和机关职工生活提供后勤服务，并承办最高人民法院机关委托事项。